# 워커힐 아파트
워커힐 아파트(Walker Hill Apartment)는 대한민국 최초의 대형 고급 아파트 단지이다. 선경종합건설이 건설하였으며, 대한민국 서울특별시 광진구 광장동에 위치하여 있다. 1978년 열린 ISSF 세계 사격 선수권 대회의 제42회 대회가 서울특별시에서 열린 것으로 인해, 해당 아파트를 선수촌으로 활용하기 위해 지어졌으며, 대회 후 민간에 분양되었다. 이후 1980년 3월에 2단지가 추가 준공되어 분양되었다. 한국 전쟁에 참전한 월턴 워커 장군을 기리기 위해 워커힐 호텔과 함께 그의 이름을 따서 이름이 지어졌다.
리모델링을 위한 수주전에서 삼성물산, GS건설, 대림산업, 포스코 등 많은 기업들이 참여하여 과열 양상을 보이기도 하였다. 봄이 되면 만개하는 벚꽃으로 유명하기도 하며, 앞으로는 한강, 뒤로는 아차산이 펼쳐지면서 재력가들이 모여 사는 서울의 대표적인 부촌이다. 이 아파트는 576세대와 총 14개동으로 구성되어 있고 난방 방식은 중앙 난방이며, 도시가스로 쓰인다. 1단지는 12층이고 2단지는 13층이다.

## 시설

### 부대 시설
- 관리사무소
- 경로당
- 입주자집회소
- 경비실 (각 동마다 배치)
- 어린이놀이터
- 상가

### 주변 시설
- 아차산
  - 아차산 생태공원
- 한강
  - 한강시민공원
- 워커힐 호텔앤리조트
  - 그랜드 워커힐 서울
  - 비스타 워커힐 서울
  - 더글라스 하우스
- 장로회신학대학교
- 기독교대안학교박람회
- 서울광장초등학교
- 광장중학교
- 재한몽골학교
- 광진정보도서관

## 같이 보기
- 선경종합건설
- 월턴 워커
- 행촌 아파트 - 이 아파트를 배경으로 담은 MBC 월화 미니시리즈